# یدالله طاهرنژاد
یدالله طاهرنژاد (زادهٔ ۱۳۳۶) سیاستمدار اصلاح طلب و نایب رئیس سابق شورای مرکزی حزب حزب کارگزاران سازندگی ایران است.
یدالله طاهرنژاد در خانواده‌ای مذهبی و کشاورز از روستای سنار واقع در شهرستان کلاردشت به دنیا آمد. در دوران پیش از انقلاب ایران تحت رهبری روح‌الله خمینی به مبارزه با رژیم پهلوی پرداخت که منجر به دستگیری وی شد. 

## تحصیلات
پس از پایان تحصیلات مقدماتی، وارد دانشگاه شد و در رشته مهندسی خاک‌شناسی دانشگاه تهران با احراز درجه ممتاز فارغ‌التحصیل گشت. در دوران دانشجویی عضو شورای مرکزی و مسئول تشکیلات انجمن اسلامی دانشجویان بود.

## فعالیت‌های بعد از انقلاب
با آغاز جنگ بین ایران و عراق به فعالیت‌های فرهنگی و امدادی در جبهه‌های جنگ در مناطق عملیاتی ثامن الائمه، بیت المقدس، والفجر ۸، والفجر ۱۰ و کربلای ۵ پرداخت و در عملیات آزادسازی مهران نیز حضور داشت. طاهرنژاد در همان دوران و در عملیات کربلای ۵ با هاشمی رفسنجانی فرمانده جنگ و حسن روحانی رئیس ستاد جنگ آشنا شد.

پس از پایان جنگ هشت ساله ایران و عراق وی مدتی را در جهاد سازندگی سپری نمود و در همان ایام برای اولین بار در ایران و با استفاده از امکانات داخلی، دستگاه سنگ‌شکن مخروطی توسط طاهرنژاد طراحی و ساخته شد که در نمایشگاه بین‌المللی سال ۱۳۶۶ ستایش و تحسین کارشناسان و مسئولین بلندپایه وقت کشور را برانگیخت. وی در بخش صنعت و کشاورزی حمایت‌های مادی و معنوی بسیاری از صنعتگران داخلی جهت ساخت قطعات ماشین آلات کشاورزی و صنعتی نمود که منجر به ساخت اکثر قطعات در داخل کشور شد.

آشنایی طاهرنژاد با هاشمی رفسنجانی در دوران جنگ و عملیات کربلای ۵ باعث شد که پس ازجنگ در تیم وی حضور داشته باشد و به همین علت توانست پله‌های ترقی خیلی زود و عنفوان جوانی طی کند.

او مدتی به عنوان سرپرست بنیادهای مستضعفان غرب استان مازندران مشغول کار شد و با عضویت در شورای برنامه‌ریزی این بنیاد و تصدی مسئولیت‌های مختلف در سطح مدیریت و معاونت بنیاد و شرکت‌های تابعه آن فعالیت نمود. بعد از آن در پست‌هایی مانند: نایب رئیس شورای نهادهای انقلاب اسلامی رامسر، معاون اقتصادی منطقه آزاد چابهار وابسته به ریاست جمهوری ایران، مشاورمدیر و رئیس خدمات اداری و اجتماعی شرکت ملی نفت ایران، عضو کمیسیون تدوین مقررات بازرگانی و گمرکی مناطق آزاد تجاری صنعتی جمهوری اسلامی مستقر در ریاست جمهوری، مشاور معاون اداری مالی وزیر و مدیرکل امور اداری وزارت نفت، منصوب و کار نمود.

## نمایندگی مجلس شورای اسلامی
یدالله طاهرنژاد در انتخابات پنجمین دوره مجلس شورای اسلامی حوزه شهرستان‌های نوشهر، چالوس و کلاردشت توانست فرج‌الله افرازیده نماینده مردم منطقه در در دوره‌های دوم، سوم و چهارم را شکست داده و وارد بهارستان شد. وی از نخستین کسانی است که در مجلس شورای اسلامی در فهرست حامیان کاندیداتوری سید محمد خاتمی قرار گرفت و به عنوان یکی از مدافعان دوم خرداد، از اولین روزهای آغاز به کار دوره اول دولت اصلاحات همواره حامی و پشتیبان آن بود. او صلاحیتش برای شرکت در انتخابات مجلس ششم مورد تأیید قرار نگرفت.
از وی دو جلد کتاب به عنوان سیمای توسعه منتشر شده‌ است.

## دوران بعد از نمایندگی
طاهرنژاد بعد از نمایندگی در مجلس پنجم و بازماندن از مجلس ششم، در دوران وزارت اسحاق جهانگیری بر صنایع و معادن، که هر دوی آن‌ها در شورای مرکزی حزب کارگزاران سازندگی ایران عضویت داشتند، به سمت معاون وی و رئیس سازمان صنایع دستی کل کشور منصوب گشت.
وی برای دهمین دوره انتخابات مجلس شورای اسلامی از حوزه شهرستان‌های نوشهر، چالوس و کلاردشت ثبت نام ولی مجددا رد صلاحیت شد و پس از آن به همراه برخی از اعضای حزب کارگزاران سازندگی، ازجمله غلامحسین کرباسچی به فعالیت‌های حزبی در ایران و خارج ایران روی آورد.
او هم‌اکنون نائب رئیس شورای مرکزی حزب کارگزاران سازندگی ایران، عضو شورایعالی سیاست‌گذاری اصلاح طلبان کشور و عضو هیئت رئیسه خانه احزاب ایران است. وی همچنین عضو هیئت مدیره شرکت کیسون می‌باشد و فعالیت‌های تجاری فراوانی به ویژه در حوزه نفت و پتروشیمی دارد.